# بریستوو هلیکوپترز
بریستوو هلیکوپترز (به انگلیسی: Bristow Helicopters) یک شرکت هواپیمایی است که در تاریخ ۱۹۵۳ میلادی تأسیس شده است.
دفتر مرکزی بریستوو هلی‌کوپترز در ابردین، اسکاتلند، بریتانیا واقع شده‌است.